# 耶律固
耶律固，辽朝、金朝官员、文学家，契丹耶律氏。
耶律固学识渊博，长于典故，精通契丹文、汉文。辽道宗朝入仕，大康十年（1084年），任牌印郎君，渐获宠信。受命与知制诰王师儒为皇孙燕国王耶律延禧傅。擢升为总知翰林院事。寿昌七年（1101年）正月，辽道宗驾崩，耶律延禧即位，是为天祚帝。问其丧仪礼事，作契丹文辽道宗、宣懿皇后哀册。官至御院通进、银青崇禄大夫、检校国子祭酒、试武骑尉。天庆二年（1112年），高丽太后柳氏去世，他作为永州管内观察处置使为祭使，到高丽虞宫祭祀柳太后。次年春，向高丽睿宗请求携带《春秋释例》《金华瀛洲集》归国。
辽亡入金，金太宗天会三年（1125年）七月，受命为报谢宋国使。后为广宁尹，奉诏译书，收萧永祺为门下弟子。金熙宗皇统年间，奉命撰修《辽史》，耶律固以特进主持其事，书未成去世，以萧永祺继续，皇统八年四月，作成《辽史》纪30卷、志5卷、传40卷。后佚。耶律固又作契丹字《故耶律氏铭石》，今存，为珍贵的契丹字资料。